# マヌ・チャオ
マヌ・チャオ（Manu Chao）は、パリ生まれのスペイン系フランス人の歌手。両親の出身国はスペインで、チャオはバスク人の母とガリシア人の父の血を引いている。政治活動家としての側面も持つ。
スペイン語にフランス語、英語を主とした歌を歌っており、時折多言語で歌うこともある。
初期はホット・パンツのメンバーとして活動、いくつかの音楽のスタイルやフランス語以外のスペイン語や英語など数種の言語を用いており、このスタイルは現在も用いている。1987年にはマノ・ネグラ（Mano Negra）を結成、1990年代半ばに分裂してからはソロ活動をしている。

## 来歴

### 幼少時代
マヌの母はスペインの自治州バスク州ビルバオ出身で、父親のラモン・チャオはガリシア州ビラルバ出身の作家でジャーナリストである。彼等はフランシスコ・フランコの独裁政治から逃れるために（マヌの祖父は、フランコ独裁政権から死刑宣告を言い渡されていた）、フランスのパリへと移住した。やがて、マヌが生まれるとパリから離れた郊外へと移り、マヌは幼少時代をブローニュ＝ビヤンクールとセーヴルで過ごした。様々なアーティストや父親の知り合いから知的な感性を養った。子供の頃に聴いていた音楽は、はじめは、両親が聴いていたスペインの音楽や、南米等ラテンアメリカからの音楽だった。その中でも、キューバのピアニスト歌手、ボラ・デ・ニエベ（Bola de Nieve）の大ファンだった、と本人は語っている。そういう、自分自身のルーツである、スペインやスペイン語圏のラテンアメリカの音楽、というものと、生まれ育ったフランスのパリ等で身の回りに溢れていた英国のロックや米国のロック音楽など、という異なる文化圏の音楽に触れて育ったことが後々の音楽活動の原点になったとも言える。

### 初期 - マノ・ネグラ

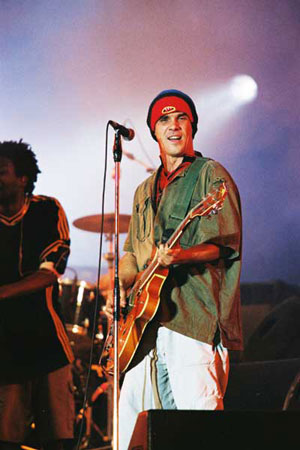
ライブでパフォーマンスするチャオ

初めて加入した家の近所のバンドでベースを担当していて、ずっとベースをやりたかったのだが、そのバンドで誰も歌手をやりたがらず、バンド内の力関係で（一番若く、喧嘩も他のメンバーほど強くなかったから）お前がやれ、と無理矢理に歌手をやらされたのが自分の歌手キャリアの始まりだったと語っている。そして、その時は、無理矢理やらされて全然ハッピーではなかったが、今にして思えば彼らに感謝している、彼らが自分の歌手キャリアをスタートさせてくれたのだからと語る。
マヌはイギリスのロック・シーンに強く影響を受けており、とりわけザ・クラッシュやドクター・フィールグッドが挙げられている。1980年代半ばにチャオは他のミュージシャンとスパニッシュ/イングリッシュのロカビリー・グループ、ホット・パンツを結成。1984年にデモ曲「Mala Vida」を発表。地元では大いに評価され、注目されることになった。
1987年にマヌの兄弟と従兄弟とでマノ・ネグラを結成、小さなレーベルより活動をスタートする。マノ・ネグラの名が知られるようになる前は、パリの地下鉄駅で演奏して生計を立てていた。パリの地下鉄の利用者は、いろいろな国出身でいろいろな文化背景を持つ人達が集まるので、世界各国の様々なジャンルの音楽を演奏できないと、そういう人達すべてを喜ばせられない。そのため、そこはミュージシャンとしていろいろな異なるスタイルの音楽を習得するためのパーフェクトな学校のような場所で、とてもいい経験になった、とマヌ・チャオは語っている。
1988年、ホット・パンツのシングル「Mala Vida」（マラ・ビーダ / Bad Life）をリワークしてリリースすると、フランスでヒットし、間もなくヴァージン・レコードに移り、ファースト・アルバム『パチャンカ (Patchanka)』（1988年）をリリースした。英語圏の市場では受けなかったが、オランダやイタリア、ドイツ等、一部の非英語圏では人気があった。その後、『ピューターズ・フィーヴァー (Puta's Fever)』（1989年）、『キング・オブ・ボンゴ (King of Bongo)』（1991年）、『バビロンの家 (Casa Babylon)』（1994年）というオリジナル・アルバム（スタジオ・アルバム）をリリース、その他にもライブ・アルバムやコンピレーション・アルバム等もリリースしている。オリジナル・アルバムとしては『バビロンの家』が最後のアルバムとなった。

### ソロ期（ラディオ・ベンバ）

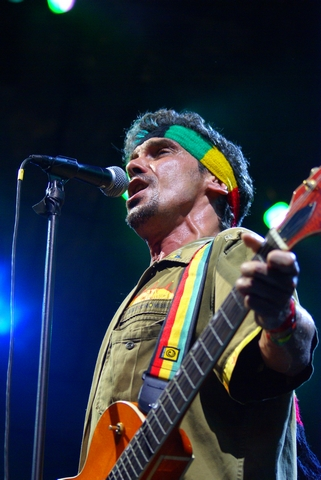
ブルックリン、プロスペクト公園にて（2007年6月）

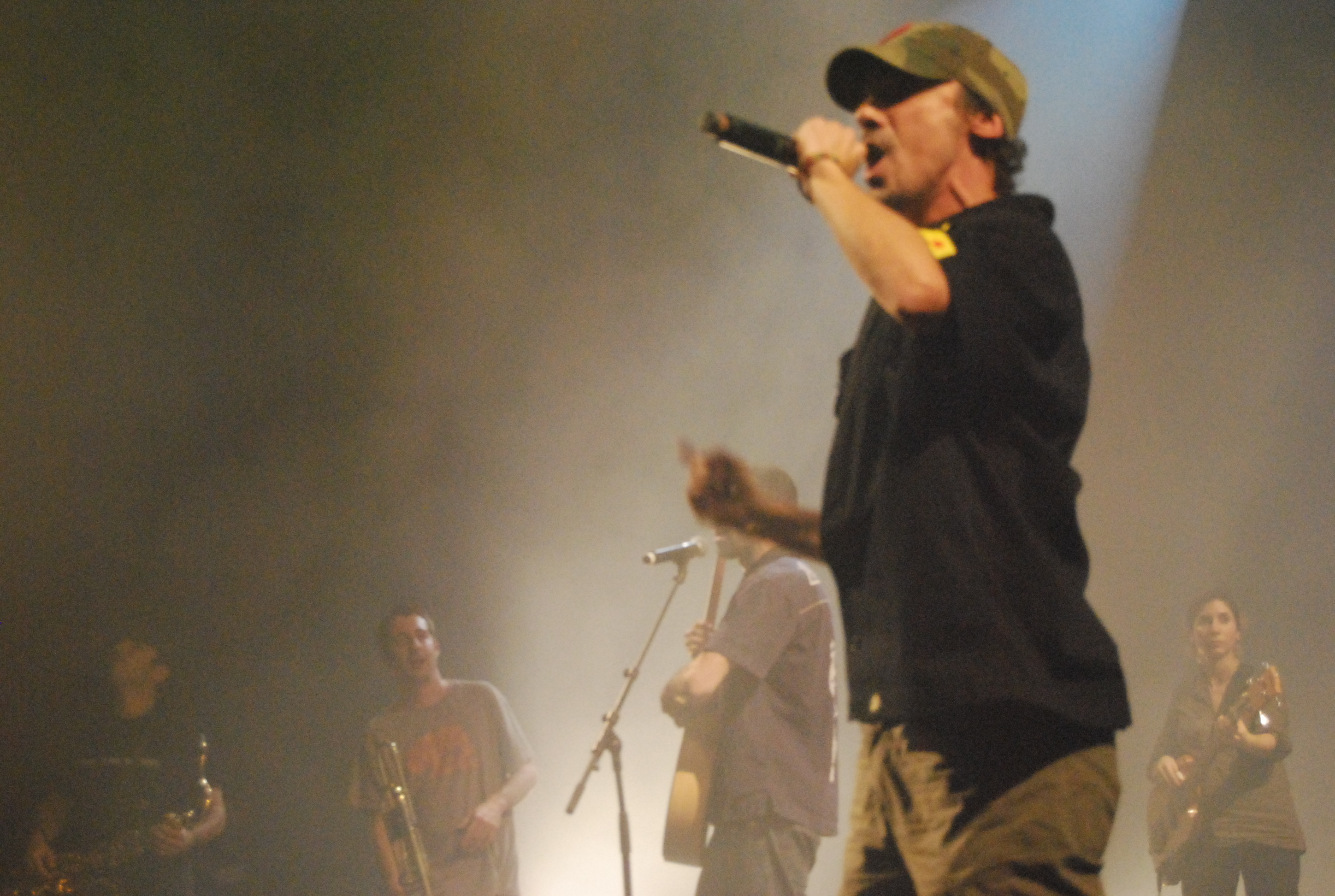
パリでのライブ・パフォーマンス

マドリッドを離れた後、マヌはラディオ・ベンバ・サウンド・システム（Radio Bemba Sound System）をマノ・ネグラ出身の他のバンド・メンバーと結成。メキシコのティホゥアナ・ノー!（Tijuana No!）やブラジルのスカンク（Skank）、アルゼンチンのトドス・トゥス・ムエルトスといった、様々な国々のミュージシャンをフィーチャーしている。日本の東京スカパラダイスオーケストラとのコラボ楽曲もある。

## ディスコグラフィ

### スタジオ・アルバム
- 『クランデスティーノ』 - Clandestino (1998年、Virgin)
- 『プロクシマ・エスタシオン・エスペランサ』 - Próxima Estación: Esperanza (2001年、Virgin)
- 『シベリー・メテ・コンテ』 - Sibérie m'était contéee (2004年、Virgin)
- 『ラ・ラディオリーナ』 - La Radiolina (2007年、Because/Nacional)

### ライブ・アルバム
- 『ラディオ・ベンバ・サウンド・システム』 - Radio Bemba Sound System (2002年、Virgin)
- 『バイヨナレーナ』 - Baionarena (2009年、Virgin)

### シングル
- "Bongo Bong" (2000年)
- "Clandestino" (2000年)
- "Merry Blues" (2001年)
- "Me Gustas Tú" (2001年)
- "Mr. Bobby" (2002年)
- "Rainin in Paradize" (2007年)